# Vägunderhåll

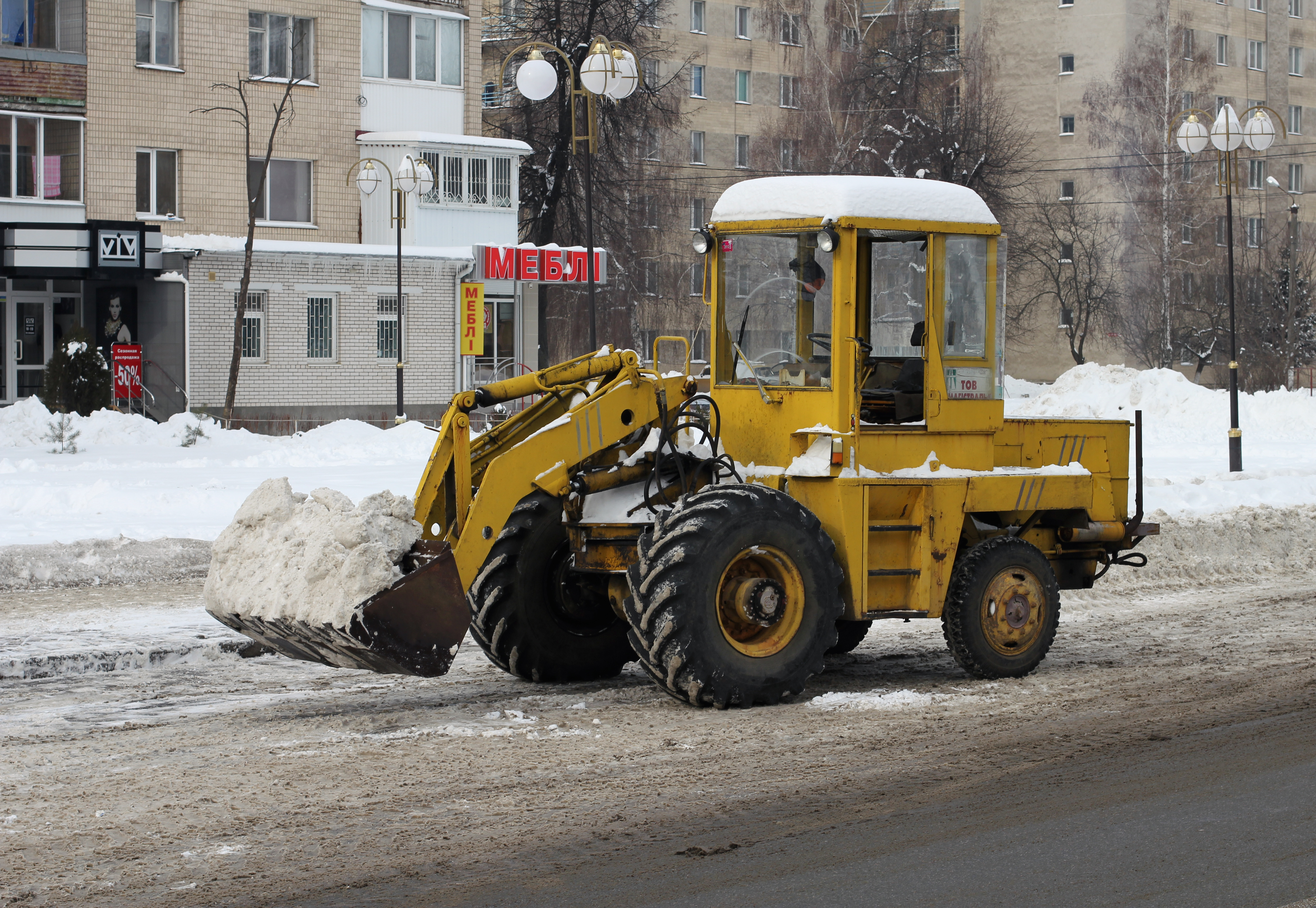
Snöröjning i Ukraina.

Vägunderhåll är arbete för att upprätthålla standarden på vägar. I vägunderhåll ingår bland annat vinterunderhåll, reparationer och målning av vägmarkeringar. Vägunderhåll utförs oftast av anläggningsmaskiner.

## Historiskt vägunderhåll
En landsväg måste underhållas för att inte förfalla. Detta fick Karl IX och hans hustru Kristina erfara, när de 1604 färdades på Gamla Göta landsväg från Stockholm till Södertälje. Vägen var i så dåligt skick att deras vagn fastnade flera gånger och hotade att välta. I ett brev befallde då kungen att vägen måste underhållas av dem som bor närmast vägen. Avsnitten för underhållet markerades med så kallade "väghållningsstenar".